# Cugini (film)
Cugini (Cousins) è un film del 1989 diretto da Joel Schumacher.
Il film è un remake del film francese Cugino, cugina (Cousin, cousine) (1975) di Jean Charles Tacchella, che qui è accreditato del soggetto.

## Trama
Le scene del film si svolgono nel corso di un matrimonio. Nel bel mezzo della festa un uomo e una donna sposati intrecciano un flirt, si tratta proprio di un cugino e sua cugina (da qui il titolo del film), i quali giungono ad innamorarsi.